# Јовица Павловић (лекар)
Др Јовица Павловић (Лесковац, 1947) српски је лекар, и в.д начелника службе неуропсихијатрије Здравственог центра у Лесковцу.

## Биографија
Рођен је у Лесковцу 1947. године, где је завршио основно образовање, а Медицински факултет у Нишу 1971. године. По завршеном лекарском стажу ради у Дому здравља у Грделици као лекар опште праксе све до 1976. године. У Грделици је био В.Д. директора Дома здравља у периоду од 1975-1976. Специјалистички испит из неуропсихијатрије положио је у Београду 1979. године. Усавршавање наставља даље и 1986. завршава субспецијализацију из дечије неуропсихијатрије, а пре тога субспецијализацију из неурофизиологије 1980. године. Од 1994. до септембра 2002. године Начелник је Неуропсихијатријске службе.